# Перелом голени
Переломы голени — патологические состояния, возникающее в ходе нарушения анатомической целостности костей голени человека.

## Описание
Голень человека состоит из костей:
- Большеберцовая кость
- Малоберцовая кость

Все переломы голени можно разделить на ряд групп:
- Переломы проксимального метаэпифиза большеберцовой кости: полный, неполный внутрисуставной перелом
- Переломы диафиза (средней части) костей голени
- Переломы дистального метаэпифиза большеберцовой кости: полный, неполный внутрисуставной перелом

Переломы в зависимости от положения и кости, которая повреждена, делятся на:
- Переломы мыщелков большеберцовой кости
- Отрыв бугра большеберцовой кости
- Перелом диафиза большеберцовой кости
- Перелом диафиза малоберцовой кости

## Классификации переломов АО
Международная классификация переломов Ассоциации остеосинтеза, по локализации переломы голени разделяются на три сегмента с одним
исключением для дистальной голени — лодыжечный сегмент:
1. проксимальный сегмент
2. средний (диафизарный) сегмент
3. дистальный сегмент

Переломы проксимального сегмента делятся на 3 типа:
- А — околосуставные, при этом типе перелома суставная поверхность костей не повреждается, хотя линия перелома проходит внутри капсулы.
- В — неполные внутрисуставные, повреждается только часть суставной поверхности, в то время как остальная часть остается связанной с диафизом;
- C — полные внутрисуставные, суставная поверхность расколота и полностью отделена от диафиза.

Диафизарные переломы делятся на 3 типа на основании наличия контакта между отломками после репозиции:
- А — линия перелома только одна, она может быть винтообразным, косым или поперечным;
- В — с одним или более осколком, которые сохраняют некоторый контакт после репозиции;
- С — сложный перелом, с одним или более осколком, фрагментом, при котором после репозиции отсутствует контакт между отломками.

Переломы дистального сегмента делятся на 3 типа на основании степени распространения перелома на суставную поверхность:
- А — околосуставные, линия излома может быть винтообразной, косой, поперечной с осколками;
- В — неполные внутрисуставные, повреждается только часть суставной поверхности, другая часть остается соединенной с диафизом;
- С — полные внутрисуставные, суставная поверхность расколота и полностью отделена от диафиза.

Переломы лодыжек подразделяются на 3 типа на основании уровня повреждения наружной лодыжки по отношению к уровню синдесмоза:
- А — подсиндесмозные переломы (может быть изолированным, сочетаться с переломом медиальной лодыжки и с переломом заднего края большеберцовой кости);
- В — чрезсиндесмозные (изолированные, могут сочетаться с медиальным повреждением и переломом заднего края большеберцовой кости);
- С — надсиндесмозные (простой перелом нижней трети диафиза малоберцовой кости, осколчатый перелом нижней трети диафиза малоберцовой кости в сочетании с повреждением медиальных структур и перелом малоберцовой кости в верхней трети в сочетании с повреждением медиальных структур).

## Классификация МКБ-10
Коды переломов голени по классификации МКБ-10:
- 582.1 Перелом проксимального отдела большеберцовой кости
- 582.2 Перелом тела [диафиза] большеберцовой кости
- 582.3 Перелом дистального отдела большеберцовой кости
- 582.4 Перелом только малоберцовой кости
- 582.5 Перелом внутренней [медиальной] лодыжки
- 582.6 Перелом наружной [латеральной] лодыжки
- 582.7 Множественные переломы голени
- 582.8 Переломы других отделов голени
- 582.9 Перелом неуточненного отдела голени

## Классификация Шацкера
Классиификация Шацкера или классификация переломов плато большеберцовой кости:
I тип: перелом с расщеплением латерального плато большеберцовой кости и углублением;
II тип: перелом с расщеплением большеберцовой кости со смещением (вывихом) латеральной суставной поверхности;
III тип: углубление латерального плато большеберцовой кости без перелома с расщеплением через суставную поверхность;
IV тип: перелом с расщеплением медиального плато большеберцовой кости с или без углубления;
V тип: перелом с расщеплением через медиальное и латеральное плато большеберцовой кости;
VI тип: отделение плато большеберцовой кости от подлежащего метафиза/диафиза (массивная травма).